# Broadgate Tower

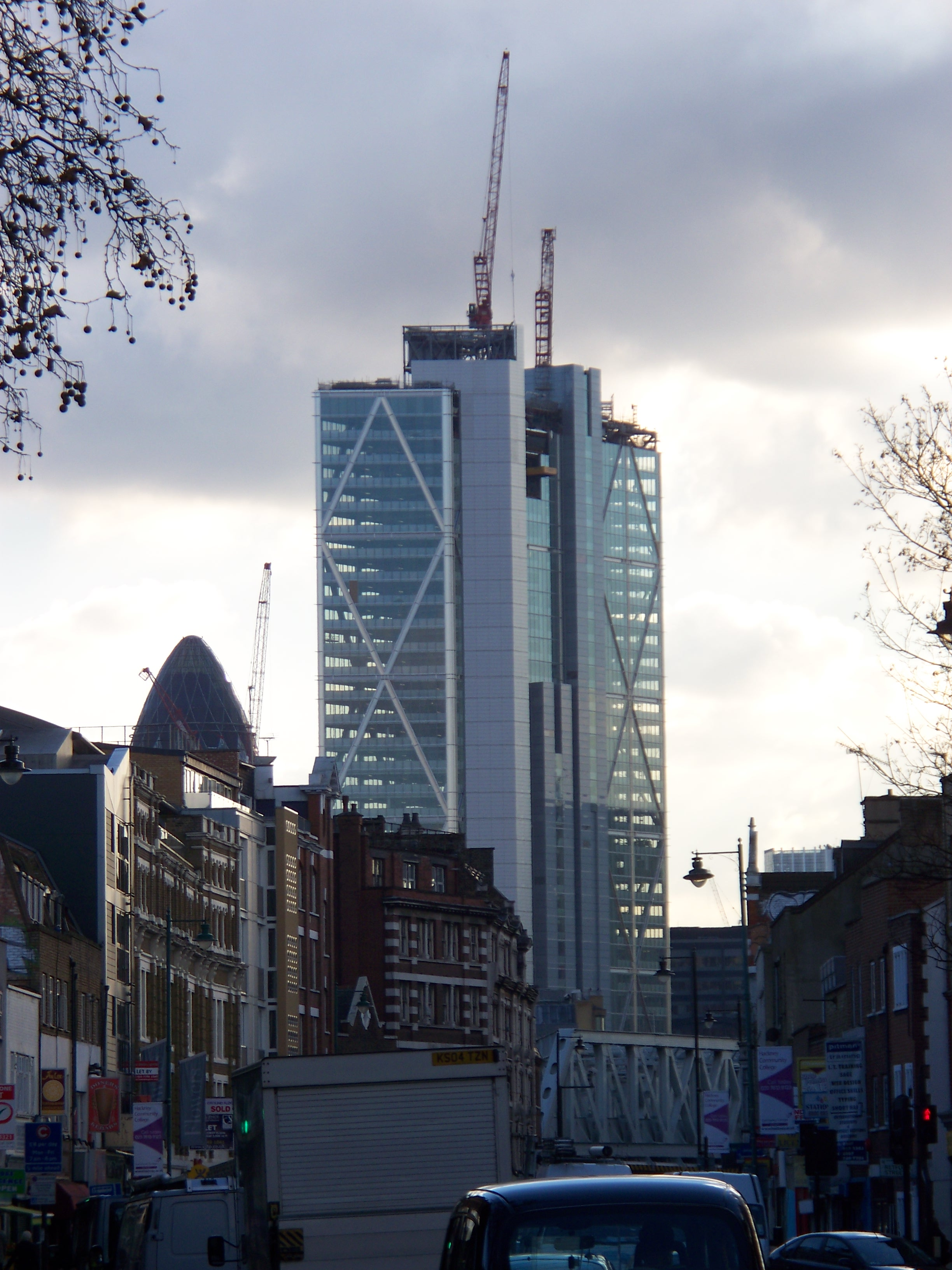
Le Broadgate Tower en construction.

La Broadgate Tower est un gratte-ciel de Londres, situé dans le quartier de La City, au 201 Bishopsgate. 
Il fut conçu par le cabinet d'architectes Skidmore, Owings & Merrill et fut construit par la société British Land entre 2005 et 2009. Le bâtiment est haut de 165 m et comporte 35 étages, ce qui fait de lui le cinquième plus haut gratte-ciel de la Cité de Londres.
Le Council on Tall Buildings and Urban Habitat l'a désignée parmi les quatre meilleurs Tall Building ("grand bâtiment") de l'année 2009.